# Juan José Purata
Juan José Sánchez Purata (San Luis Potosí, 9 de enero de 1998) es un futbolista mexicano, juega como defensa central y su equipo actual es Tigres de la UANL de la Primera División de México de México.

## Trayectoria

### Tigres de la UANL
Debutaría como profesional el 30 de agosto de 2017 en la derrota 2 por 1 contra el Cruz Azul por la Copa MX. Volvería a disputar un partido como profesional el 24 de julio de 2018 nuevamente en la derrota 2 por 1 por la Copa MX esta vez frente a Atlético de San Luis.
El 17 de julio de 2020 confirmó que fue aislado del plantel del equipo neoleonés al dar positivo por COVID-19 asintomático. Tras recuperarse retornó a los entrenamientos con el conjunto de la UANL 11 días después del positivo (el 28 de julio).

### Atlanta United FC
El 21 de junio de 2022 se hizo oficial su préstamo hasta final de temporada con el Atlanta United FC, con opción a extenderlo por un año más y una opción de compra.

## Estadísticas
| Club                                | Div                 | Temporada           | Liga  | Liga  | Copa Nacional | Copa Nacional | Copa Internacional | Copa Internacional | Total | Total |
| Club                                | Div                 | Temporada           | Part. | Goles | Part.         | Goles         | Part.              | Goles              | Part. | Goles |
| ----------------------------------- | ------------------- | ------------------- | ----- | ----- | ------------- | ------------- | ------------------ | ------------------ | ----- | ----- |
| Tigres de la UANL · México          | 1ª                  | 2017-18             | 0     | 0     | 1             | 0             | -                  | -                  | 1     | 0     |
| Tigres de la UANL · México          | 1ª                  | 2018-19             | 4     | 0     | 6             | 0             | -                  | -                  | 10    | 0     |
| Tigres de la UANL · México          | 1ª                  | 2019-20             | 3     | 0     | -             | -             | 1                  | 0                  | 4     | 0     |
| Tigres de la UANL · México          | 1ª                  | 2020-21             | 6     | 0     | -             | -             | -                  | -                  | 6     | 0     |
| Tigres de la UANL · México          | 1ª                  | 2021-22             | 13    | 0     | -             | -             | -                  | -                  | 13    | 0     |
| Tigres de la UANL · México          | 1ª                  | 2024                | 10    | 0     | -             | -             | 3                  | 0                  | 13    | 0     |
| Tigres de la UANL · México          | 1ª                  | 2024-25             | 16    | 0     | -             | -             | 7                  | 1                  | 23    | 1     |
| Tigres de la UANL · México          | Total               | Total               | 53    | 0     | 7             | 0             | 11                 | 1                  | 71    | 1     |
| Atlanta United F. C. Estados Unidos | 1ª                  | 2022                | 17    | 6     | -             | -             | -                  | -                  | 17    | 6     |
| Atlanta United F. C. Estados Unidos | 1ª                  | 2023                | 29    | 1     | 1             | 0             | 2                  | 0                  | 32    | 1     |
| Atlanta United F. C. Estados Unidos | Total               | Total               | 46    | 7     | 1             | 0             | 2                  | 0                  | 49    | 7     |
| Total en su carrera                 | Total en su carrera | Total en su carrera | 99    | 7     | 8             | 0             | 13                 | 1                  | 120   | 8     |

## Hat-tricks
| 1 | 10 de septiembre de 2022 | Mercedes-Benz Stadium, Atlanta | Atlanta United - Toronto FC |  | 4 - 2 | Major League Soccer 2022 |

## Palmarés

### Títulos nacionales
| Título  | Club        | País   | Año  |
| ------- | ----------- | ------ | ---- |
| Liga MX | Tigres UANL | México | 2019 |

### Títulos internacionales
| Título                           | Club        | Sede    | Año  |
| -------------------------------- | ----------- | ------- | ---- |
| Liga de Campeones de la Concacaf | Tigres UANL | Orlando | 2020 |